# Lijst van PlayStation 5-spellen
Dit is een lijst van PlayStation 5-spellen, gerangschikt op alfabet.
Sony verklaarde dat de console achterwaarts compatibel zal zijn met de meeste PlayStation 4-games, inclusief games die zijn ontworpen voor de PlayStation VR. Deze lijst bevat geen games die alleen beschikbaar zijn op de console via achterwaartse compatibiliteit met de PlayStation 4.
| Titel                                           | Jaar           | Ontwikkelaar                                 | Uitgever                           | Genre                                   | Ref.   |
| ----------------------------------------------- | -------------- | -------------------------------------------- | ---------------------------------- | --------------------------------------- | ------ |
| Alan Wake II                                    | 2023           | Remedy Entertainment                         | Epic Games Publishing              | Survival horror • psychologische horror |        |
| Aragami 2                                       | 2021           | Lince Works                                  | Lince Works                        | Action-adventure • stealth              |        |
| Assassin's Creed Valhalla                       | 2020           | Ubisoft Montreal                             | Ubisoft                            | Actierollenspel                         |        |
| Assassin's Creed Mirage                         | 2023           | Ubisoft Bordeaux                             | Ubisoft                            | Actierollenspel                         |        |
| Astro's Playroom                                | 2020           | SIE Japan Studio - ASOBI Team                | Sony Interactive Entertainment     | 3D platformer                           | [ 1 ]  |
| Atelier Ryza 2: Lost Legends & the Secret Fairy | 2021           | Gust Co. Ltd.                                | Koei Tecmo                         | Rollenspel                              |        |
| Atomic Heart                                    | 2022           | Mundfish                                     | Mundfish                           | First-person shooter                    |        |
| Avatar: Frontiers of Pandora                    | 2023           | Massive Entertainment                        | Ubisoft                            | Action-adventure                        |        |
| Balan Wonderworld                               | 2021           | Balan Company                                | Square Enix                        | 3D platformer                           |        |
| Baldur's Gate 3                                 | 2023           | Larian Studios                               | Larian Studios                     | Actierollenspel                         |        |
| Black Legend                                    | 2021           | Cyanide                                      | Warcave                            | Turn-based strategy                     |        |
| Black Myth: Wukong                              | 2024           | Game Science                                 | Game Science                       | Actierollenspel                         |        |
| Blood Bowl 3                                    | 2021           | Cyanide                                      | Nacon                              | Sportspel • turn-based strategy         |        |
| Borderlands 3                                   | 2020           | Gearbox Software                             | 2K                                 | Actierollenspel • first-person shooter  |        |
| Braid Anniversary Edition                       | 2021           | Thekla                                       | Thekla                             | Puzzle platformer                       |        |
| Bridge Constructor: The Walking Dead            | 2020           | Headup Games                                 | Headup Games                       | Puzzle                                  |        |
| Bugsnax                                         | 2020           | Young Horses                                 | Young Horses                       | Adventure • platform                    | [ 2 ]  |
| Call of Duty: Black Ops Cold War                | 2020           | Raven Software • Treyarch                    | Activision                         | First-person shooter                    |        |
| Call of Duty: Modern Warfare II                 | 2022           | Infinity Ward                                | Activision                         | First-person shooter                    |        |
| Chernobylite                                    | 2021           | The Farm 51                                  | All In! Games                      | Survival                                |        |
| Chivalry 2                                      | 2020           | Tom Banner Studios                           | Deep Silver • Tripwire Interactive | Hack and Slash                          |        |
| Chorus                                          | 2021           | Fishlabs                                     | Deep Silver                        | Schietspel • Simulatiespel              |        |
| Cities: Skylines                                | 2023           | Colossal Order                               | Paradox Interactive                | Stedenbouwsimulatie                     |        |
| Cities: Skylines II                             | 2023           | Colossal Order                               | Paradox Interactive                | Stedenbouwsimulatie                     |        |
| Civilization VII                                | 2025           | Firaxis Games                                | 2K Games                           | Turn-based strategy                     |        |
| Control: Ultimate Edition                       | 2020           | Remedy Entertainment                         | 505 Games                          | Third-person Shooter • action-adventure |        |
| The Crew Motorfest                              | 2023           | Ivory Tower                                  | Ubisoft                            | Racespel                                |        |
| Cris Tales                                      | 2021           | Dreams Uncorporated • SYCK                   | Modus Games                        | Adventure • Rollenspel                  |        |
| Cyberpunk 2077                                  | 2020           | CD Projekt Red                               | CD Projekt                         | Actierollenspel                         |        |
| CYGNI: All Guns Blazing                         | 2021           | KeelWorks                                    | KeelWorks                          | Shooter                                 |        |
| Dawn of the Monsters                            | 2021           | 13AM Games                                   | WayForward                         | Beat 'em up                             |        |
| Dead by Daylight                                | 2020           | Behaviour Interactive                        | Behaviour Interactive              | Survival horror                         |        |
| Dead Space                                      | 2023           | Motive Studios                               | Electronic Arts                    | Survival horror                         |        |
| Deathloop                                       | 2020           | Arkane Studios                               | Bethesda Softworks                 | Action-adventure                        | [ 3 ]  |
| Devil May Cry 5 Special Edition                 | 2020           | Capcom                                       | Capcom                             | Action-adventure • hack and slash       |        |
| Demon's Souls Remake                            | 2020           | Bluepoint Games • SIE Japan Studio           | Sony Interactive Entertainment     | Actierollenspel                         | [ 1 ]  |
| Destiny 2                                       | 2020           | Bungie                                       | Bungie                             | First-person shooter                    |        |
| Destruction AllStars                            | 2021           | Lucid Games • Wushu Studios                  | Sony Interactive Entertainment     | Schietspel • Simulatiespel              | [ 1 ]  |
| Diablo IV                                       | 2023           | Blizzard Entertainment                       | Blizzard Entertainment             | actierollenspel • hack and slash        |        |
| Dirt 5                                          | 2020           | Codemasters                                  | Codemasters                        | Racing                                  |        |
| Doom Eternal                                    | 2021           | Id Software                                  | Bethesda Softworks                 | First-person shooter                    |        |
| Dustborn                                        | 2021           | Red Thread Games                             | Red Thread Games                   | Action-adventure                        |        |
| Dying Light 2: Stay Human                       | 2022           | Techland                                     | Techland Publishing                | Survival horror                         |        |
| Dynasty Warriors 9: Empires                     | 2021           | Omega Force                                  | Koei Tecmo                         | Hack and slash                          |        |
| EA Sports FC 24                                 | 2023           | EA Sports                                    | EA Sports                          | Sportspel                               |        |
| Eiyuden Chronicle: Hundred Heroes               | 2022           | Rabbit & Bear Studios                        | Rabbit & Bear Studios              | Japans rollenspel                       |        |
| Elden Ring                                      | 2022           | FromSoftware                                 | Bandai Namco Entertainment         | Actie-avonturenspel • actierollenspel   |        |
| The Elder Scrolls Online                        | 2021           | ZeniMax Online Studios                       | Bethesda Softworks                 | MMORPG                                  |        |
| Enlisted                                        | 2021           | Darkflow Software                            | Gaijin Entertainment               | massively multiplayer online game       |        |
| F1 2021                                         | 2021           | Codemasters                                  | EA Sports                          | Racespel                                |        |
| F1 2022                                         | 2022           | Codemasters                                  | EA Sports                          | Racespel                                |        |
| Far Cry 6                                       | 2021           | Ubisoft Montreal                             | Ubisoft                            | First-person shooter                    |        |
| FIFA 21                                         | 2020           | EA Vancouver                                 | Electronic Arts                    | Sport                                   |        |
| FIFA 22                                         | 2021           | EA Vancouver                                 | Electronic Arts                    | Sport                                   |        |
| FIFA 23                                         | 2022           | EA Vancouver                                 | Electronic Arts                    | Sport                                   |        |
| Final Fantasy XVI                               | 2023           | Square Enix                                  | Square Enix                        | RPG                                     |        |
| Five Nights at Freddy's: Security Breach        | 2021           | Steel Wool Studios                           | ScottGames                         | Survival horror                         |        |
| Flea Madness                                    | 2021           | Missset                                      | Crytivo Games                      | Actiespel                               |        |
| Flipper Mechanic                                | Nog te bepalen | SimFabric                                    | SimFabric                          | Simulatiespel                           |        |
| For Honor                                       | 2020           | Ubisoft Montreal                             | Ubisoft                            | Actiespel                               |        |
| Forspoken                                       | 2023           | Luminous Productions                         | Square Enix                        | Action-adventure • Vechtspel            |        |
| Fortnite                                        | 2020           | Epic Games                                   | Epic Games                         | Battle-Royale • sandbox • survival      |        |
| Genshin Impact                                  | 2021           | miHoYo                                       | miHoYo, Cognosphere                | Actierollenspel                         |        |
| Ghostrunner                                     | 2021           | One More Level                               | All in! Games • 505 Games          | Actiespel • platformspel                |        |
| Ghostwire: Tokyo                                | 2021           | Tango Gameworks                              | Bethesda Softworks                 | Action-adventure                        |        |
| God of War: Ragnarök                            | 2022           | Santa Monica Studio                          | Sony Interactive Entertainment     | Actierollenspel • Action-adventure      |        |
| Godfall                                         | 2020           | Counterplay Games                            | Gearbox Publishing                 | Actierollenspel                         |        |
| Goodbye Volcano High                            | 2021           | KO_OP                                        | KO_OP                              | Avonturenspel                           | [ 4 ]  |
| Gotham Knights                                  | 2021           | WB Games Montréal                            | WB Games                           | Action-adventure                        |        |
| Gothic Remake                                   | 2024           | THQ Nordic Barcelona                         | THQ Nordic                         | Actierollenspel                         |        |
| Gran Turismo 7                                  | 2022           | Polyphony Digital                            | Sony Interactive Entertainment     | Racing • Simulatiespel                  | [ 1 ]  |
| Grand Theft Auto V                              | 2022           | Rockstar North                               | Rockstar Games                     | Action-adventure                        |        |
| Grand Theft Auto Online                         | 2022           | Rockstar North                               | Rockstar Games                     | Action-adventure                        |        |
| Graven                                          | 2021           | Slipgate Ironworks                           | 3D Realms • 1C Entertainment       | Action-adventure • first-person shooter |        |
| Grid Legends                                    | 2022           | Codemasters                                  | Electronic Arts                    | Racespel                                |        |
| Guilty Gear Strive                              | 2021           | Arc System Works                             | Arc System Works                   | Vechtspel                               |        |
| Haven                                           | 2020           | The Game Bakers                              | The Game Bakers                    | Actierollenspel • avonturenspel         |        |
| Heavenly Bodies                                 | 2021           | 2pt Interactive                              | 2pt Interactive                    | Simulatiespel                           |        |
| Hitman III                                      | 2021           | IO Interactive                               | IO Interactive                     | Stealth                                 |        |
| Hogwarts Legacy                                 | 2023           | Avalanche Software                           | Portkey Games                      | Actierollenspel                         |        |
| Hood: Outlaws & Legends                         | 2021           | Sumo Digital                                 | Focus Home Interactive             | Stealthspel                             |        |
| Horizon Forbidden West                          | 2022           | Guerrilla Games                              | Sony Interactive Entertainment     | Action-adventure                        | [ 1 ]  |
| It Takes Two                                    | 2021           | Hazelight Studios                            | Electronic Arts                    | Action-adventure                        |        |
| Immortals Fenyx Rising                          | 2020           | Ubisoft Quebec                               | Ubisoft                            | Action-adventure                        |        |
| In Sound Mind                                   | 2021           | We Create Stuff                              | Modus Games                        | Horrorspel                              |        |
| Insurgency: Sandstorm                           | 2021           | New World Interactive                        | Focus Home Interactive             | First-person shooter                    |        |
| Jett: The Far Shore                             | 2020           | Superbrothers • Pine Scented                 | Superbrothers                      | Action-adventure                        | [ 5 ]  |
| Just Dance 2021                                 | 2020           | Ubisoft Paris                                | Ubisoft                            | Muziekspel                              |        |
| Just Dance 2022                                 | 2021           | Ubisoft Paris                                | Ubisoft                            | Muziekspel                              |        |
| Just Dance 2023 Edition                         | 2022           | Ubisoft Paris                                | Ubisoft                            | Muziekspel                              |        |
| Kena: Bridge of Spirits                         | 2020           | Ember Lab                                    | Ember Lab                          | Action-adventure                        | [ 6 ]  |
| King Arthur: Knight's Tale                      | 2023           | NeocoreGames                                 | NeocoreGames                       | Tactisch rollenspel                     |        |
| Kingdom Come: Deliverance II                    | 2025           | Warhorse Studios                             | Deep Silver                        | Actierollenspel                         |        |
| Lego Star Wars: The Skywalker Saga              | 2021           | Traveller's Tales                            | WB Games                           | Action-adventure                        |        |
| Little Devil Inside                             | Nog te bepalen | Neostream Interactive                        | Neostream Interactive              | Action-adventure                        |        |
| Little Nightmares 2                             | 2021           | Tarsier Studios                              | Bandai Namco Entertainment         | Puzzle-platformer • survival horror     |        |
| The Lord of the Rings: Gollum                   | 2021           | Daedalic Entertainment                       | Daedalic Entertainment             | Action-adventure                        |        |
| Lords of the Fallen 2                           | 2023           | Hexworks                                     | CI Games                           | Actierollenspel                         |        |
| LOW-FI                                          | 2021           | IRIS VR                                      | IRIS VR                            | Adventure                               |        |
| Madden NFL 21                                   | 2020           | EA Tiburon                                   | Electronic Arts                    | Sports                                  |        |
| Maneater                                        | 2020           | Tripwire Interactive • Blindside Interactive | Tripwire Interactive • Deep Silver | Actierollenspel                         |        |
| Maquette                                        | 2021           | Graceful Decay                               | Annapurna Interactive              | Puzzle                                  |        |
| Marvel's Avengers                               | 2021           | Crystal Dynamics                             | Square Enix                        | Action-adventure                        |        |
| Marvel's Spider-Man: Miles Morales              | 2020           | Insomniac Games                              | Sony Interactive Entertainment     | Action-adventure                        | [ 1 ]  |
| Marvel's Spider-Man: Remastered                 | 2020           | Insomniac Games                              | Sony Interactive Entertainment     | Action-adventure                        |        |
| Marvel's Spider-Man 2                           | 2023           | Insomniac Games                              | Sony Interactive Entertainment     | Action-adventure                        |        |
| Metal: Hellsinger                               | 2022           | The Outsiders                                | Funcom                             | Muziekspel • First-person shooter       |        |
| MicroMan                                        | Nog te bepalen | Glob Games Studios                           | Glob Games Studios                 | Action-Adventure • survival             | [ 7 ]  |
| Minecraft Legends                               | 2023           | Mojang Studios                               | Xbox Game Studios                  | Avonturenspel • Strategiespel           |        |
| Monster Boy and the Cursed Kingdom              | 2021           | Game Atelier                                 | FDG Entertainment                  | Platformer                              |        |
| Mortal Kombat 1                                 | 2023           | NetherRealm Studios                          | Warner Bros                        | Vechtspel                               |        |
| Mortal Kombat 11                                | 2020           | NetherRealm Studios                          | WB Games                           | Vechtspel                               |        |
| MXGP 2020                                       | 2021           | Milestone srl                                | Milestone srl                      | Racespel                                |        |
| My Time at Sandrock                             | 2022           | Pathea Games                                 | Pathea Games                       | Rollenspel • Simulatiespel              |        |
| NBA 2K21                                        | 2020           | Visual Concepts                              | 2K Sports                          | Sport                                   |        |
| Need for Speed Unbound                          | 2022           | Criterion Games                              | Electronic Arts                    | Racespel                                |        |
| Neptunia ReVerse                                | 2023           | Idea Factory International                   | Idea Factory                       | Shoot 'em up                            |        |
| No Man's Sky                                    | 2020           | Hello Games                                  | Hello Games                        | Action-adventure • survival             |        |
| Nour: Play With Your Food                       | 2023           | Terrifying Jellyfish                         | Panic                              | Avonturenspel                           |        |
| Observer: System Redux                          | 2020           | Bloober Team                                 | Aspyr                              | Psychological horror                    |        |
| Oddworld: Soulstorm                             | 2021           | Oddworld Inhabitants                         | Oddworld Inhabitants               | Platform                                | [ 8 ]  |
| Outriders                                       | 2020           | People Can Fly                               | Square Enix                        | Third-person shooter                    |        |
| Overcooked! All You Can Eat                     | 2020           | Ghost Town Games • Team17                    | Team17                             | Actie-avonturenspel • Simulatiespel     |        |
| Override 2: Super Mech League                   | 2020           | Modus Studios Brazil                         | Modus Games                        | Beat 'em up                             |        |
| Overwatch 2                                     | 2022           | Blizzard Entertainment                       | Blizzard Entertainment             | First-person shooter                    |        |
| Paradise Lost                                   | 2020           | PolyAmorous                                  | All in! Games                      | Action-adventure                        | [ 9 ]  |
| Party Crasher Simulator                         | 2021           | Glob Games Studio                            | Glob Games Studio                  | Simulation                              |        |
| The Pathless                                    | 2020           | Giant Squid                                  | Annapurna Interactive              | Action-adventure                        | [ 10 ] |
| Persona 5                                       | 2022           | P-Studio                                     | Atlus • Deep Silver                | Computerrollenspel                      |        |
| Planet Coaster: Console Edition                 | 2020           | Frontier Developments                        | Frontier Developments              | Bouw- en managementsimulatiespel        |        |
| Poker Club                                      | 2020           | Ripstone                                     | Ripstone                           | Poker                                   |        |
| Praey for the Gods                              | 2021           | No Matter Studios                            | No Matter Studios                  | Action-adventure • survival             |        |
| Pragmata                                        | 2022           | Capcom                                       | Capcom                             | Actiespel • Avonturenspel               |        |
| Prince of Persia: The Lost Crown                | 2024           | Ubisoft Montpellier                          | Ubisoft                            | Actie-avonturenspel                     |        |
| Psikyo Shooting Collection                      | Nog te bepalen | Zerodiv                                      | City Connection                    | Arcade • shoot 'em up                   |        |
| Puyo Puyo Tetris 2                              | 2020           | Sonic Team                                   | Sega                               | Puzzle                                  |        |
| Quantum Error                                   | 2023           | TeamKill Media                               | TeamKill Media                     | First-person shooter                    | [ 11 ] |
| Ratchet & Clank: Rift Apart                     | 2021           | Insomniac Games                              | Sony Interactive Entertainment     | Action-Adventure • platform             |        |
| Recompile                                       | 2021           | Phigames                                     | Phigames                           | Platformer                              |        |
| Resident Evil Village                           | 2021           | Capcom                                       | Capcom                             | Survival horror                         |        |
| Return to Monkey Island                         | 2022           | Terrible Toybox                              | Devolver Digital                   | point-and-click adventure               |        |
| Returnal                                        | 2021           | Housemarque                                  | Sony Interactive Entertainment     | Third-person shooter                    | [ 1 ]  |
| Romancelvania: BATchelor's Curse                | 2021           | Deep End Games                               | Deep End Games                     | Metroidvania                            |        |
| Roots of Pacha                                  | 2021           | Soda Den                                     | Crytivo                            | Rollenspel • Simulatiespel              | [ 12 ] |
| Ride 4                                          | 2021           | Milestone srl                                | Milestone srl                      | Racespel                                |        |
| Riders Republic                                 | 2021           | Ubisoft Annecy                               | Ubisoft                            | Racespel                                |        |
| Ruined King: A League of Legends Story          | 2021           | Airship Syndicate                            | Riot Forge                         | Rollenspel                              |        |
| Sackboy: A Big Adventure                        | 2020           | Sumo Digital                                 | Sony Interactive Entertainment     | 3D platformer                           | [ 1 ]  |
| Scarlet Nexus                                   | 2021           | Bandai Namco                                 | Bandai Namco                       | Action-adventure                        |        |
| Sengoku Basara 5                                | 2021           | Capcom                                       | Capcom                             | Hack and slash                          |        |
| Sherlock Holmes: Chapter One                    | 2021           | Frogwares                                    | Frogwares                          | Adventure                               |        |
| Skull and Bones                                 | 2024           | Ubisoft Singapore                            | Ubisoft                            | Action-adventure                        |        |
| Solar Ash                                       | 2021           | Heart Machine                                | Annapurna Interactive              | Action-adventure                        | [ 13 ] |
| Sonic Frontiers                                 | 2022           | Sonic Team                                   | Sega                               | actiespel • platformspel                |        |
| Sonic Superstars                                | 2023           | Arzest                                       | Sega                               | actiespel • platformspel                |        |
| Spacelords                                      | 2020           | MercurySteam                                 | MercurySteam                       | Action-adventure                        |        |
| Spirit of the North: Enhanced Edition           | 2020           | Infuse Studio                                | Merge Games                        | Adventure                               |        |
| Starfield                                       | 2023           | Bethesda Game Studios                        | Bethesda Softworks                 | Actierollenspel                         | [ 14 ] |
| Star Wars Jedi: Fallen Order                    | 2021           | Respawn Entertainment                        | Electronic Arts                    | Action-adventure                        |        |
| Star Wars Jedi: Survivor                        | 2023           | Respawn Entertainment                        | Electronic Arts                    | Action-adventure                        |        |
| Steelrising                                     | 2022           | Spiders                                      | Nacon                              | Actierollenspel                         |        |
| Stellar Blade                                   | 2024           | Shift Up                                     | Sony Interactive                   | Actierollenspel • Hack and slash        |        |
| The Stone of Madness                            | Nog te bepalen | Teku Studios                                 | Merge Games                        | Strategy • Stealth                      |        |
| Stray                                           | 2021           | BlueTwelve                                   | Annapurna Interactive              | Adventure • Puzzelspel                  | [ 15 ] |
| Suicide Squad: Kill the Justice League          | 2022           | Rocksteady Studios                           | WB Games                           | Action-adventure                        |        |
| Sword of the Necromancer                        | 2022           | Grimorio of Games                            | JanduSoft                          | Rollenspel                              |        |
| Syberia: The World Before                       | 2022           | Koalabs                                      | Microids                           | Avonturenspel                           |        |
| Tekken 8                                        | 2024           | Bandai Namco                                 | Bandai Namco                       | Vechtspel                               |        |
| Temtem                                          | 2020           | Crema                                        | Humble Games                       | Adventure                               |        |
| Tom Clancy's Rainbow Six: Extraction            | 2020           | Ubisoft Montreal                             | Ubisoft                            | Tactical shooter                        |        |
| Tom Clancy's Rainbow Six: Siege                 | 2020           | Ubisoft Montreal                             | Ubisoft                            | Tactical shooter                        |        |
| Tribes of Midgard                               | 2021           | Norsfell                                     | Gearbox Publishing                 | Survival                                | [ 16 ] |
| Ultimate Fishing Simulator 2                    | 2021           | MasterCode                                   | Ultimate Games                     | Simulatiespel                           | [ 17 ] |
| Uncharted: Legacy of Thieves Collection         | 2022           | Bluepoint Games                              | Sony Computer Entertainment        | Action-adventure • third-person shooter |        |
| Unknown 9: Awakening                            | 2021           | Reflector Entertainment                      | Reflector Entertainment            | Action-adventure                        |        |
| Vampire: The Masquerade – Bloodlines 2          | 2020           | Hardsuit Labs                                | Paradox Interactive                | Actierollenspel                         |        |
| Vampire: The Masquerade – Swansong              | 2021           | Big Bad Wolf                                 | Nacon                              | Actierollenspel                         |        |
| Vigor                                           | 2020           | Bohemia Interactive                          | Bohemia Interactive                | Loot shooter                            |        |
| Watch Dogs: Legion                              | 2020           | Ubisoft Toronto                              | Ubisoft                            | Action-adventure                        |        |
| Warframe                                        | 2020           | Digital Extremes                             | Digital Extremes                   | Actierollenspel                         |        |
| Warhammer: Chaosbane                            | 2020           | Eko Software                                 | Bigben Interactive                 | Actierollenspel • hack and slash        |        |
| War Mongrels                                    | 2021           | Destructive Creations                        | All in! Games                      | Real-time tactics                       |        |
| War Thunder                                     | 2020           | Gaijin Entertainment                         | Gaijin Entertainment               | Actiespel • Schietspel • Simulatiespel  |        |
| Werewolf: The Apocalypse – Earthblood           | 2021           | Cyanide                                      | Nacon                              | Actierollenspel                         |        |
| The Witcher 3: Wild Hunt                        | 2022           | CD Projekt RED • Saber Interactive           | CD Projekt                         | Action-adventure                        |        |
| Worms Rumble                                    | 2020           | Team17                                       | Team17                             | battle royale • Actiespel               |        |
| WRC 9                                           | 2020           | Kylotonn                                     | Nacon                              | Racespel • Simulatiespel                |        |
| Yakuza: Like a Dragon                           | 2021           | Ryu Ga Gotoku Studio                         | Sega                               | Rollenspel                              |        |